# Pornografia em Portugal
A pornografia em Portugal é discreta e funciona mais na base de importação do que exportação. Após a Revolução dos Cravos e com a redacção da Constituição de 1976 abordou-se essa matéria. É proibida a venda e difusão de material pornográfico a menores de dezoito anos. Os tempos mudaram os costumes e as atitudes. A Internet facilitou o acesso à pornografia, dificultando no entanto a quantificação e a determinação do estatuto de quem consome pornografia. Em 2005 realizou-se o primeiro Salão Erótico Internacional de Lisboa. Existem também salas de cinema temáticas e sex-shops no país. Produção nacional existe, mas não com o desígnio de indústria. Uma das grandes preocupações é a pornografia infantil, havendo descontentamento em relação à actual lei que, argumenta-se, não é suficiente na prevenção desse crime.